# حلفاء الحرب العالمية الأولى
ضمت مجموعة دول الحلفاء في فترة الحرب العالمية الأولى (1914 – 1918م ) الدّول التاليّة: المملكة المتحدة لبريطانيا العظمى وإيرلندا، فرنسا والإمبراطورية الروسية.
ضمت مجموعة دول المركز كلا من الدول التالية: الإمبراطورية الألمانية والإمبراطورية النمساوية المجرية والدولة العثمانية ومملكة بلغاريا.
اتخذ المجتمع الدولي إجراءات عقابيّة ضد ألمانيا فيما عرف بمعاهدة فرساي عام 1919م، وذلك بعد انتهاء الحرب. خسرت ألمانيا بموجب تلك الإجراءات العقابيّة كما جاء في مصادر التوثيق الدوليّة 12,5% من مساحتها الجغرافيّة، وحوالي 12% من تعداد سكانها، وما يقارب 15% من إنتاجها الزراعي، وحوالي 10% من منتوجها الصناعي وما يقارب 75% من إنتاجها من خام الحديد. وإلى جانب ذلك، قيدت معاهدة فرساي حركة وصلاحيات الجيش الألماني حيث نصت على ألا يزيد عدد المنتسبين للجيش الألماني عن مائة ألف جندي. كذلك، ألزمت ألمانيا بدفع تعويضات كبيرة للحلفاء. كان من نتائج هذه الحرب، سقوط الامبراطورية العثمانية وتقسيم المشرق العربي بعد الثورة العربية الكبرى بقيادة الشريف حسين إلى كانتونات تخضع لسيطرة الدول الاستعمارية ضمن ما عرف باتفاقية سايكس بيكو، فوضعت سوريا ولبنان والموصل تحت الحكم الفرنسي والأردن فلسطين تحت الاحتلال الإنكليزي .